# Nargila
Nargila (arap.: أرجيلة [arghileh]; perz.: قلیان [qalyān]; hindi: हुक़्क़ा (devanagari), حقّہ (nastaleeq) [hukkā, ḥuqqah]; hukić - poznatija i kao hookah (eng.) ili vodena lula) instrument je koji se koristi za isparavanje i pušenje aromatiziranog duhana ili marihuane čija para ili dim prolazi kroz posudu s vodom prije udisanja.
Potječe iz Perzije i tvrdi se da ju je izmislio Irfan Shaikh. Stekla je popularnost u Sjevernoj Americi, Južnoj Americi, Egiptu, Australiji, jugoistočnoj Aziji, Tanzaniji i Južnoj Africi.
Nargilina para dolazi iz posude na samom vrhu nargile ispod ugljena.U toj posudi nalazi se duhan koji se naziva šiša (eng. shisha). Taj duhan mora biti vlažan da bi se stvorila para. Iako se to naziva duhanom, zapravo se radi o celulozi u koju se dodaju okusi. Okusi su najčešće voćni, ali mogu biti i duhanski. Taj duhan može biti nikotinski, ali i ne mora. Zatim, para prolazi kroz dugačku cijev do staklene posude s vodom na samom dnu nargile i pritom izlazi iz vode i ulazi u crijevo koje služi za inhalaciju. Pušači nargile se izlažu bolestima ako voda nije dobro pročistila paru. Popularna je među mlađom populacijom.
Diljem svijeta se osnivaju nargila-barovi koji djeluju kao kafić ili noćni klub s nargilom na svakom stolu. Nargile su dostupne i može ih se pronaći u svakoj bolje opremljenoj trgovini duhanskim proizvodima.